# Netcat
netcat (англ. net мережа + cat) — утиліта Unix, що дозволяє встановити з'єднання TCP та UDP, отримувати та передавати звідти дані. Незважаючи на простоту та користь, ця утиліта не включена до жодного стандарту.

## Використання
Зазвичай netcat викликається так:
```
nc 
host
 
port
```

Це призводить до створення TCP-з'єднання зі вказаними реквізитами та переключення стандартного вводу на мережевий вивід і навпаки. Функціональність програми нагадує команду cat, що й зумовило вибір назви. При неможливості з'єднання програма виводить помилку на stderr.
Утиліта розпізнає такі параметри:
| -h                  | Довідка; нічого не робиться                                                            |
| -v                  | Детальний вивід даних (англ. verbose)                                                  |
| -o файл_виходу      | Записує дамп даних у файл                                                              |
| -i число            | Затримка між даними, що надсилаються (у секундах)                                      |
| -t                  | Сумісність із Telnet                                                                   |
| -z                  | Не надсилати дані (сканування портів)                                                  |
| -u                  | Підключатись за допомогою UDP (замість TCP)                                            |
| -l                  | Пасивний режим (прослуховування порту)                                                 |
| -p число            | Локальний номер порту (для -l)                                                         |
| -s хост             | Використовувати задану локальну («свою») IP-адресу                                     |
| -n                  | Вимкнути DNS та пошук номерів портів у /etc/services                                   |
| -w число            | Задати тайм-аут (у секундах)                                                           |
| -q число            | Задати час очікування після EOF на вході (у секундах)                                  |
| -e виконуваний_файл | ! Запустити вказану програму для обміну даними з мережею (замість стандартних потоків) |
| -с команда          | ! Теж саме, у вигляді команди для /bin/sh                                              |

! — потрібна спеціальна збірка (оскільки створює мережеву уразливість), у бінарних файлах, що зазвичай постачаються, відсутня.

## Застосування
- Тестування і ручна робота з мережевими протоколами;
- Перевірка доступності портів;
- Мережевий інтерфейс для оболонки UNIX (втім, деякі версії bash можуть підключатись за допомогою TCP та UDP самостійно);
- (З параметром -l) створення простих серверів, зазвичай тестових;
- (Сумісно з inetd) перенаправлення портів.

## Приклади
Відображення тестової HTML-сторінки клієнту зі звичайним браузером однією командою (порт 8080):

(echo -e "HTTP/1.1 200 OK\nContent-Type: text/html\n\n Hello World";) | nc -vv -l -p 8080

Передавання файлу клієнтові зі звичайним браузером (порт 8080):

(echo -e "HTTP/1.1 200\nContent-Disposition: attachment; filename=ім'я, що побачить клієнт\nContent-Type: application/octet-stream\nConnection: close\n"; cat ім'я файлу на диску ) | nc -vv -l -p 8080

## Інші імена
nc, netcat, ncat, pnetcat.